# اتوره ماتیا
اتوره ماتیا (انگلیسی: Ettore Mattia؛ ‏ ۳۰ مهٔ ۱۹۱۰ – ۱۰ اکتبر ۱۹۸۲) بازیگر و روزنامه‌نگار اهل ایتالیا بود.
از فیلم‌ها یا برنامه‌های تلویزیونی که وی در آن نقش داشته است، می‌توان به دو زن، شنل و عالی‌جناب اشاره کرد. ماتیا در سال ۱۹۶۹ برنده جایزه انجمن ملی فیلم ایتالیا بهترین بازیگر نقش مکمل مرد شده است.